# Donald Reid Cabral
Donald Joseph Reid Cabral (* 9. Juni 1923 in Santiago de los Caballeros; † 22. Juli 2006) war ein dominikanischer Politiker und Präsident der Dominikanischen Republik.

## Leben
Der Sohn des aus Schottland stammenden Einwanderers William Reid und der Dominikanerin Auristela Cabral Bermúdez, deren Urgroßvater der zwischen 1865 und 1868 amtierende Gegenpräsident José María Cabral war, absolvierte nach dem Schulbesuch ein Studium der Rechtswissenschaften an der Universidad Autónoma de Santo Domingo. Nach einer Tätigkeit als Rechtsanwalt trat er in den diplomatischen Dienst ein und war unter anderem Sonderbotschafter der Vereinten Nationen (UN) in Israel. Daneben war er als Geschäftsmann tätig und als solcher unter anderem Automobilhändler.
Zwischen 1962 und 1963 war er Mitglied des Staatsrates (Consejos de Estado). Nach dem Sturz von Präsident Juan Bosch wurde er am 29. Dezember 1963 als Nachfolger von Emilio de los Santos Vorsitzender des Triumvirats, das die Nachfolge von Bosch übernahm. In dieser Funktion übernahm er mit den Ämtern des Außenministers (Secretaría de Relaciones Exteriores) und des Verteidigungsministers (Secretaría de las Fuerzas Armadas) zugleich die wichtigsten Regierungsämter innerhalb des Triumvirats ein, dem neben ihm Ramon Cáceres Troncoso und Ramon Tapia Espinal angehörten. Seine Regierung kann sich zunächst auf die Unterstützung der USA verlassen und wird oftmals als eine von dieser eingesetzte Marionettenregierung bezeichnet. Seine Regierungszeit war durchgehend geprägt durch Korruption, Nahrungsmittelknappheit aufgrund von Dürre, weitverbreiteter Arbeitslosigkeit, Streiks, Sabotageakten und ständiger Opposition von Dissidenten. Am 24. April 1965 setzten aufständische konstitutionalistische Militärs die Anhänger der Regierung Reid Cabral fest, so dass dieser noch am Mittag zurücktrat, nachdem ihm der US-Marineattaché die erbetene Unterstützung versagt hatte. Daraufhin wurde Boschs ehemaliger Vizepräsident José Rafael Molina Ureña als provisorischer Präsident vereidigt. Bereits am folgenden Tag wurde dieser dann jedoch durch Oberst Francisco Alberto Caamaño abgelöst. Der Putsch vom April wuchs schließlich zu einem Bürgerkrieg.
1979 wurde er Mitglied des Direktoriums des Instituto Cultural Dominico Americano (ICDA).
Nach dem Rücktritt von Präsident Joaquín Balaguer wurde er 1996 bis zu seinem Tod dessen Nachfolger als Vorsitzender der Partido Reformista Social Cristiano (PRSC). Nach seinem Tode wurde er mit einem Staatsbegräbnis geehrt, an dem auch Präsident Leonel Fernández teilnahm.